# Сепське сільське поселення
Се́пське сільське поселення — муніципальне утворення в складі Ігринського району Удмуртії, Росія. Адміністративний центр — село Сеп.
Населення — 745 осіб (2015; 736 в 2012, 747 в 2010).

## Склад
До складу поселення входять такі населені пункти:
| Населений пункт      | Населення, осіб (2010) | Населення, осіб (2012) |
| -------------------- | ---------------------- | ---------------------- |
| Лудошур, присілок    | 112                    | 113                    |
| Лужани, присілок     | 0                      | 0                      |
| Михайловка, присілок | 81                     | 78                     |
| Ніколаєвка, присілок | 0                      | 0                      |
| Палим, присілок      | 6                      | 6                      |
| Пежвай, присілок     | 133                    | 134                    |
| Сеп, присілок        | 415                    | 405                    |